# 1233 Kobresia
1233 Kobresia è un asteroide della fascia principale del diametro medio di circa 33,5 km. Scoperto nel 1931, presenta un'orbita caratterizzata da un semiasse maggiore pari a 2,5547017 UA e da un'eccentricità di 0,0573014, inclinata di 5,60705° rispetto all'eclittica.
Il suo nome fa riferimento alle piante del genere Kobresia.